# Elecciones al Parlamento Europeo de 1979 (Italia)
Las elecciones al Parlamento Europeo de 1984 en Italia se celebraron el día 10 de junio de 1979 para elegir a los eurodiputados de dicho país para la primer legislatura del Parlamento Europeo.
Una semana antes, Italia había votado para sus elecciones generales. La falta de coincidencia entre ambos comicios provocó mucha polémica por el desperdicio de dinero público.

## Sistema electoral
El sistema electoral de representación proporcional por listas de partidos puras era el tradicional de la República Italiana desde su fundación en 1946, por lo que fue adoptado también para elegir a los representantes italianos en el Parlamento Europeo.
Se utilizaron dos niveles: uno nacional para repartir los escaños entre los partidos y otro de circunscripción para distribuirlos entre los candidatos. Las regiones de Italia se unieron en cinco circunscripciones, cada una de las cuales eligió un grupo de eurodiputados.
A nivel nacional, los escaños se dividieron entre las listas de los partidos mediante el método del resto mayor con cuota Hare. Todos los escaños obtenidos por cada partido se distribuyeron automáticamente entre sus listas abiertas locales y sus candidatos más votados.

## Resultados
Estas elecciones, que tuvieron lugar apenas una semana después de las elecciones generales, obviamente dieron un resultado similar. Sin embargo, la escasa importancia de las elecciones europeas provocó una menor participación, que castigó especialmente a los dos partidos mayoritarios, la Democracia Cristiana y el Partido Comunista Italiano. El pequeño Partido Liberal Italiano recibió un soplo de aire fresco con esta votación, duplicando su porcentaje respecto a siete días antes.
| Partido                              | Partido                                        | Grupo del PE                         | Candidato principal                  | Votos      | %      | Escaños |  |
| ------------------------------------ | ---------------------------------------------- | ------------------------------------ | ------------------------------------ | ---------- | ------ | ------- |  |
|                                      | Democracia Cristiana (DC)                      | EPP                                  | Emilio Colombo                       | 12.774.320 | 36,45  | 29      |  |
|                                      | Partido Comunista Italiano (PCI)               | COM                                  | Enrico Berlinguer                    | 10.361.344 | 29,57  | 24      |  |
|                                      | Partido Socialista Italiano (PSI)              | SOC                                  | Bettino Craxi                        | 3.866.946  | 11,03  | 9       |  |
|                                      | Movimiento Social Italiano (MSI)               | NI                                   | Giorgio Almirante                    | 1.909.055  | 5,45   | 4       |  |
|                                      | Partido Socialista Democrático Italiano (PSDI) | SOC                                  | Antonio Cariglia                     | 1.514.272  | 4,32   | 4       |  |
|                                      | Radical Party (PR)                             | TGI                                  | Marco Pannella                       | 1.285.065  | 3,67   | 3       |  |
|                                      | Partido Liberal Italiano (PLI)                 | LD                                   | Enzo Bettiza                         | 1.271.159  | 3,63   | 3       |  |
|                                      | Partido Republicano Italiano (PRI)             | LD                                   | Susanna Agnelli                      | 896.139    | 2,56   | 2       |  |
|                                      | Partido de Unidad Proletaria (PdUP)            | TGI                                  | Luciana Castellina                   | 406.656    | 1,16   | 1       |  |
|                                      | Democracia Proletaria (DP)                     | TGI                                  | Mario Capanna                        | 252.342    | 0,72   | 1       |  |
|                                      | Partido Popular Sudtirolés (SVP)               | EPP                                  | Joachim Dalsass                      | 196.373    | 0,56   | 1       |  |
|                                      | Federalismo (Unión Valdostana–Otros)           | Ninguno                              | Bruno Salvadori                      | 166.393    | 0,47   | 0       |  |
|                                      | Democracia Nacional (DN)                       | Ninguno                              | Alfredo Covelli                      | 142.537    | 0,41   | 0       |  |
|                                      |                                                |                                      |                                      |            |        |         |  |
| Votos válidos                        | Votos válidos                                  | Votos válidos                        | Votos válidos                        | 35.042.601 | 96,94  |         |  |
| Votos en blanco y nulos              | Votos en blanco y nulos                        | Votos en blanco y nulos              | Votos en blanco y nulos              | 1.105.579  | 3,06   |         |  |
| Total                                | Total                                          | Total                                | Total                                | 36.148.180 | 100,00 | 81      |  |
| Votantes registrados y participación | Votantes registrados y participación           | Votantes registrados y participación | Votantes registrados y participación | 42.203.405 | 85,65  | —       |  |
| Fuente: Ministerio del Interior      |                                                |                                      |                                      |            |        |         |  |

| \| Voto Popular \| Voto Popular \| Voto Popular \| Voto Popular \| Voto Popular \| \| ------------ \| ------------ \| ------------ \| ------------ \| ------------ \| \| \| \| \| \| \| \| DC \| DC \| \| 36.45 % \| 36.45 % \| \| PCI \| PCI \| \| 29.57 % \| 29.57 % \| \| PSI \| PSI \| \| 11.03 % \| 11.03 % \| \| MSI \| MSI \| \| 5.45 % \| 5.45 % \| \| PSDI \| PSDI \| \| 4.32 % \| 4.32 % \| \| PR \| PR \| \| 3.67 % \| 3.67 % \| \| PLI \| PLI \| \| 3.63 % \| 3.63 % \| \| PRI \| PRI \| \| 2.56 % \| 2.56 % \| \| PdUP \| PdUP \| \| 1.16 % \| 1.16 % \| \| Otros \| Otros \| \| 2.16 % \| 2.16 % \| |       |  |         |         |
| Voto Popular |       |  |         |         |
| |       |  |         |         |
| DC | DC    |  | 36.45 % | 36.45 % |
| PCI | PCI   |  | 29.57 % | 29.57 % |
| PSI | PSI   |  | 11.03 % | 11.03 % |
| MSI | MSI   |  | 5.45 %  | 5.45 %  |
| PSDI | PSDI  |  | 4.32 %  | 4.32 %  |
| PR | PR    |  | 3.67 %  | 3.67 %  |
| PLI | PLI   |  | 3.63 %  | 3.63 %  |
| PRI | PRI   |  | 2.56 %  | 2.56 %  |
| PdUP | PdUP  |  | 1.16 %  | 1.16 %  |
| Otros | Otros |  | 2.16 %  | 2.16 %  |